# Lukáš Pokorný
Lukáš Pokorný (5 luglio 1993) è un ex calciatore ceco, di ruolo difensore.

## Caratteristiche tecniche
Gioca come terzino sinistro.

## Palmarès

### Competizioni nazionali
- Coppa della Repubblica Ceca: 1

Slavia Praga: 2017-2018